# Maurílio Biagi
Maurílio Biagi (Pontal, 2 de dezembro de 1914 – 20 de fevereiro de 1978) foi um empresário e agroindustrial brasileiro, reconhecido por sua atuação pioneira no setor sucroalcooleiro e por sua contribuição ao desenvolvimento econômico do interior do estado de São Paulo. Atuou em diversas frentes empresariais e industriais, com foco na inovação, na produção nacional e na formação de pessoas.

## Juventude e formação
Maurílio nasceu no sítio Vargem Rica, no município de Pontal, interior de São Paulo. Cresceu em meio ao ambiente rural e industrial, influenciado pela atuação de seu pai, Pedro Biagi, fundador da Usina da Pedra. Realizou os estudos fundamentais e médios em Campinas, onde se formou como contador. Apesar da formação, optou por não cursar o ensino superior, preferindo trabalhar com o pai nas atividades agroindustriais.

## Carreira empresarial
Biagi iniciou sua trajetória profissional como balanceiro. Em 1935, assumiu a gestão da Usina Santa Elisa, localizada em Sertãozinho (SP). Ao longo das décadas seguintes, esteve à frente de diversas empresas de destaque, entre as quais:
- Refrescos Ipiranga, engarrafadora de bebidas;
- Zanini S/A Equipamentos Pesados, fabricante de equipamentos industriais;
- Case (Companhia Agrícola de Sertãozinho);
- Central de Inseminação Artificial Lagoa da Serra.

Foi um defensor da produção nacional e da autonomia tecnológica brasileira. Em 1965, contrariou recomendações da Coca-Cola para a importação de equipamentos, optando por utilizar tecnologia nacional fabricada pela Zanini. Sua postura pautada pelo investimento responsável e pela inovação o consolidou como um empresário disciplinado e comprometido com o desenvolvimento do país.

## Inovação agrícola e contribuição ao cerrado
Uma das principais contribuições de Biagi foi no desenvolvimento agrícola do cerrado no nordeste paulista. Realizou experimentos com adubação verde e recuperação de solos arenosos, demonstrando o potencial produtivo da região para o cultivo de cana-de-açúcar. A Usina Santa Elisa tornou-se um polo de referência tecnológica nesse setor, impulsionada por suas iniciativas.

## Filosofia empresarial
Biagi valorizava a educação como pilar fundamental do desenvolvimento empresarial. Defendia que a principal função de uma empresa era formar pessoas. Sua gestão era marcada por disciplina, racionalidade e comprometimento com o trabalho.

## Vida pessoal
Era casado com Edilah Biagi, com quem teve oito filhos: Maurílio Biagi Filho, Luiz Lacerda Biagi, Maria Lúcia Biagi Americano, Edilah Maria Biagi, Beatriz Biagi Becker, André Biagi, Alexandre Lacerda Biagi e Carla Biagi.

## Legado
Faleceu em 20 de fevereiro de 1978, aos 63 anos. Seu legado inclui o fortalecimento das empresas que liderou e a influência sobre gerações futuras de sua família. Seu neto, Vinícius Biagi Antonelli, atua como presidente do Instituto Nova Era (INE), instituição que se inspira nos valores e na visão empreendedora de Biagi.